# Юрцово (муниципальный округ Егорьевск)
Юрцово — деревня в муниципальном округе Егорьевск Московской области России.

## История
Упоминается с 1577 года в составе Крутинской волости Коломенского уезда.
В середине XVI века была в поместье за «Иваном Ивановым сыном Шерефединова». На 1577 год состояло в поместье за «Константином Михайловым сыном Беклемишева». Угодья деревни составляли «39 чети пашни худой земли, 15 чети перелогу, 20 копен сена и 3 десятины леса пашенного». В 1627 году деревня находилась в поместном владении детей К. М. Беклемишева — Афанасия и Фомы. Род Беклемишевых владел деревней до XIX века. В 1811 году д. Юрцово числится во владении Елизаветы Федоровны Мусиной-Пушкиной — жены А. С. Мусина-Пушкина.
После отмены крепостного права в деревне числилось (1869) 134 ревизские души, владевшие 445 десятинами земли и 65 лошадьми.
В 1885 году в деревне показан кабак, трактир, 5 чайных, пекарня баранок. Кроме земледелия, население активно занималось промыслами: здесь было 7 хлебопёков и крендельщиков, 1 колбасник, 7 возчиков дров, 5 пастухов. Развито было хмелеводство и мотание пряжи. В отход уходили в Москву и Санкт-Петербург пекари и колбасники. В 1880-х деревню постигли страшные пожары: в 1882 году сгорело 14 домов, а через три года — ещё 20.
Приходской церковью был храм Рождества Христова и Казанской Божьей Матери в селе Юрьеве.
В 1994—2003 годах — центр Двоенского сельского округа, в 2003—2006 — центр Подрядниковского сельского округа.
До 2015 года административный центр муниципального образования «Сельское поселение Юрцовское».
В деревне ныне расположена центральная усадьба АОЗТ «Борьба», поэтому Юрцово, в отличие от большинства окрестных деревень, активно развивается; имеется средняя школа, детский сад, дом культуры, библиотека, почта, узел связи, три кафе, четыре магазина.

## Демография
Население — 1207 человек (2010).
| 1859  | 1868  | 1885 | 1905 | 1926 | 2002  |
| ----- | ----- | ---- | ---- | ---- | ----- |
| 252   | ↗295  | ↗300 | ↗332 | ↘268 | ↗1018 |
| 2006  | 2010  |      |      |      |       |
| ↗1149 | ↗1207 |      |      |      |       |